# حيرام د. وليامز
حيرام د. وليامز (بالإنجليزية: Hiram D. Williams)‏ هو رسام أمريكي، ولد في 1917 في إنديانابوليس في الولايات المتحدة، وتوفي في 2003.